# Schloss Sighartstein

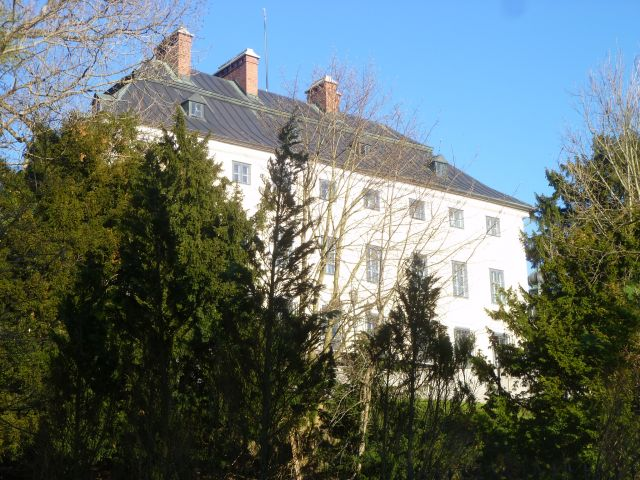
Schloss Sighartstein

Das auf einem Geländerücken über einem Weiher erhöht liegende Schloss Sighartstein befindet sich im gleichnamigen Ortsteil der Gemeinde Neumarkt am Wallersee im Flachgau im Bundesland Salzburg. Das Schloss steht unter Denkmalschutz (Listeneintrag).

## Geschichte
Das heutige, hauptsächlich spätbarocke Schloss hat einen im Kern spätgotischen Haupttrakt mit Anbauten gegen Süden. Eckhart von Tann übergab 1297 den damaligen Hof Sighartstein an das Kloster Raitenhaslach. Durch Tausch kamen die Güter 1340 wieder an die Familie zurück. 1372 erwarb der Salzburger Fürsterzbischof Pilgrim II. den Hof. In der ersten Hälfte des 15. Jahrhunderts tauschten die Uiberacker (auch Überacker oder Ueberacker geschrieben) ihre drei Güter „Mos, Mittenrewt et Pawngarten“ hinter dem Pass Lueg gegen den Hof Sigharting als Freies Eigen. 1442 war Virgil Uiberacker der Besitzer, der ab 1456 das dann Burg genannte Gebäude neu errichtete.
In der neuen Burg wurde am 29. Juni 1452 die Schlosskapelle von Georg von Uiberacker, dem damaligen Bischof von Seckau, dem hl. Sigmund und der hl. Helena geweiht. Am 24. Januar 1456 wurden dem Besitzer der Kapelle von Kardinal Nikolaus Cusanus Ablassrechte verliehen. 1765 stiftete Graf Anton Uiberacker ein Beneficium. Die neue Schlosskapelle wurde um 1600 im Hof südöstlich des Hauptschlosses erbaut. Die ältere Kapelle im Schlossgebäude wurde profaniert. Die heutige Kapelle ist mit einem Kreuzgratgewölbe ausgestattet, das in der Apsis in ein Stichkappengewölbe auf Pfeilervorlagen übergeht. Das Altarblatt des Hochaltars von 1747 stellt den heiligen Sigmund und die heilige Helena dar. Darüber befindet sich die Figur einer Muttergottes mit Kind. Im 18. Jahrhundert wurde die Kapelle barockisiert und erhielt einen trapezförmigen Vorbau. Der Tabernakel samt Unterbau und Reliquienschrein stammt aus der Rokoko-Epoche. Der dem hl. Antonius geweihter Seitenaltar wurde im ersten Viertel des 18. Jahrhunderts errichtet, die Orgel 1740. 1896 besaß die Kapelle zwei Glocken aus den Jahren 1666 und 1869.
Am 31. Mai 1541 erneuerte Kaiser Karl V. in Regensburg die Hofmarksrechte (niedere Gerichtsbarkeit) und Freiheiten von Sighartstein. Das damals dreigeschoßige Schloss war über eine Stiege durch die um das Schloss aufgeworfenen Schanzen erreichbar. Die Ringmauer wurde 1585 mit Plattensteinen gedeckt. Gleichzeitig wurde der Hof aufgeschüttet, um 1589 die Kirche und das Torhaus erbauen zu können. Ein „Gatter“ als Hofmarksgrenze ist seit dem 15. Jahrhundert belegt, es bildete die Voraussetzung für die Erhebung der Uiberacker in den Freiherrenstand (1669) und später in den Grafenstand (20. April 1688). Mit der Reichsfreiung war das Recht verbunden, dass der Inhaber der seit 1444 bestehenden Taverne (= der ehemalige Schlosswirt Sighartstein) „in Österreich nach Wein fahren und denselben unter dem Reifen verkaufen durfte“.
Wolf Max Uiberacker, k.u.k. Generalfeldwachtmeister im Spanischen Erbfolgekrieg, ließ das Schloss 1714 in wesentlichen Teilen erneuern; weitere Baumaßnahmen sind für 1720, 1736/37 und 1792 belegt. Dabei wurde auch das Torwächterhaus überbaut und der spätmittelalterliche Schlossbau wesentlich verändert. Gegen Ende des 19. Jahrhunderts wurde gegen Osten eine Raumtiefe bis über die bis dahin frei verlaufende Ringmauer eingefügt, die durch eine Terrasse abgeschlossen wird. Ein Brunnen im Vorhof mit der Statue des hl. Sighart stammt aus dem Jahr 1893, eine Steinstatue des hl. Johannes Nepomuk am Burghügel aus dem 18. Jahrhundert.
Die Hofmarksrechte wurden von Erzbischof Sigismund von Schrattenbach 1754 erneuert, 1820 aber von der Herrschaft auf- und an die Gemeinde Neumarkt übergeben.

## Schloss Sighartstein heute
Das Schloss erhebt sich auf einer nach Osten steil abfallenden Felsnase, dem Sighartstein. Die Ostseite vermittelt auch heute noch einen wehrhaften Eindruck. Nach Westen fällt das Gelände sanft ab; hier trifft man auf eine Fassaden- und Mansardengestaltung aus dem 18. Jahrhundert. Die Fassade selbst ist schlicht gehalten (gequadertes Sockelgeschoß, glatte Fassade mit rechteckigen Putzfaschen um die Fenster, Ecklisenen und profiliertes Hauptgesimse).
Der Eingang erfolgt über eine Zugbrücke, die typisch für einen Barockbau war. Ein Torrisalit mit dem Doppelwappen der Uiberacker und der O’Donnells führt zu dem Schloss (die O’Donnells sind mit den Uiberacker verschwägert; Karl O’Donnell rettete Kaiser Franz Josef am 18. Februar 1853 bei einem Attentatsversuch das Leben, wofür als Dank die Votivkirche in Wien erbaut wurde). Das Hauptportal ist durch eine beschlagene Barocktüre hervorgehoben; dahinter liegt das von 1714 stammende schmiedeeisenbewehrte Treppenhaus. Daneben ist die mit Stichkappentonnen ausgestattete Wächterstube. Die tonnengewölbten Kellergeschoße mit den Abdrücken der Bretterschalung weisen noch auf den mittelalterlichen Bau hin. Die Wohnräume sind mit reichen Stuckdecken ausgestattet, die Kaminwände mit Adneter Marmor getäfelt. Barocke Türstöcke mit Aufsatzgiebeln und zweiflügelige Füllungstüren gehören zu der Ausstattung der herrschaftlichen Räume. Ein Rokoko-Ofen stammt von Schloss Pfongau. Eine umfangreiche Waffen- und Porträtsammlung, die wegen der militärischen Karrieren der Uiberacker im Dienste der Erzbischöfe zusammenkam, ist über das Haus verstreut.
Zahlreiche historische Persönlichkeiten wie Kaiserin Maria Theresia, Wolfgang Amadeus Mozart, Napoleon Bonaparte, Arturo Toscanini und die Operndiva Maria Callas waren in diesem Anwesen zu Gast.
Das Schloss blieb bis 1964 im Besitz der Uiberacker. Am 24. Februar 1964 übernahm Gabrielle Pálffy, geborene Uiberacker, den Besitz für ihren Sohn Martin Pállfy. Eine Zeit lang war ein Teil des Schlosses als Hotel in Verwendung. Die Liegenschaft kam danach in das Eigentum von Arnold Henhapl; dieser hatte 1992 die Salzburg Messe AG an die britische Reed-Gruppe verkauft und danach das Barock-Schloss erworben. 15 Jahre lang hatte er versucht, das Schloss samt dem 7,2 ha großen Grundstück zu verkaufen. Er schlitterte 2009 Jahren in die Insolvenz, am 16. September 2009 wurde am Landesgericht Salzburg über das Vermögen Henhapls das Konkursverfahren eröffnet. Das Konkursverfahren ist noch anhängig. Am 27. Juni 2012 wurde das Schloss zum Ausrufungspreis von 3,75 Millionen Euro zur Versteigerung freigegeben. Jedoch fand sich kein Bieter. Knapp vier Monate später wurde das Schloss dann doch für 3 Millionen Euro an die   Sighartstein Besitz- und Verwaltungsgesellschaft m.b.H. verkauft.

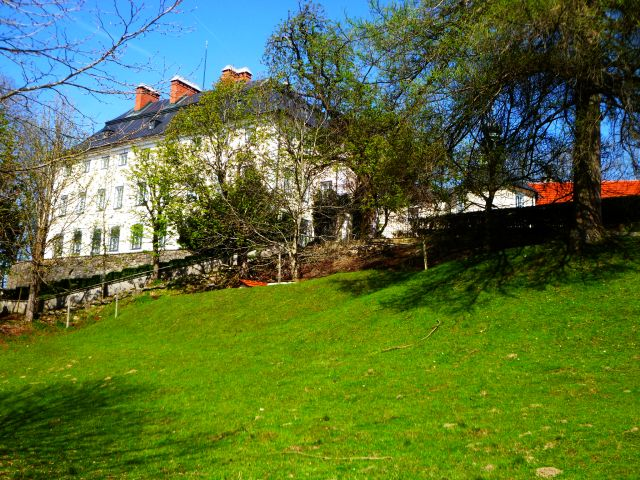
Gesamtanlage
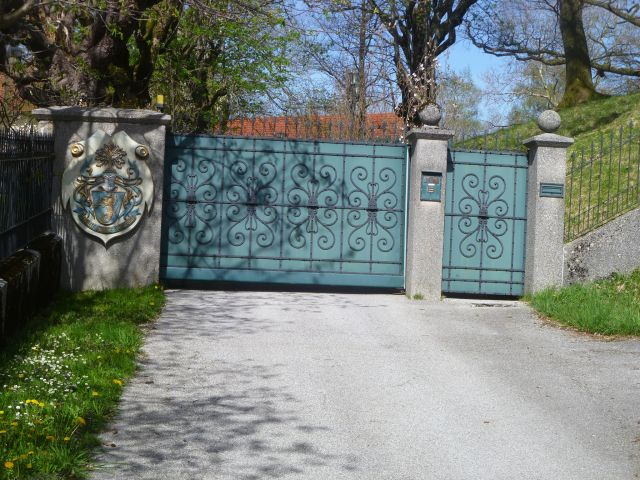
Eingangstor
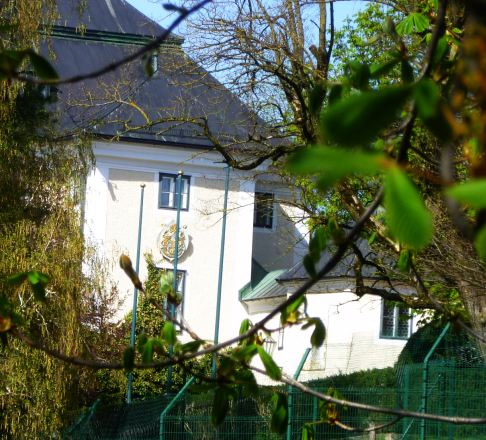
Detail mit Wappen
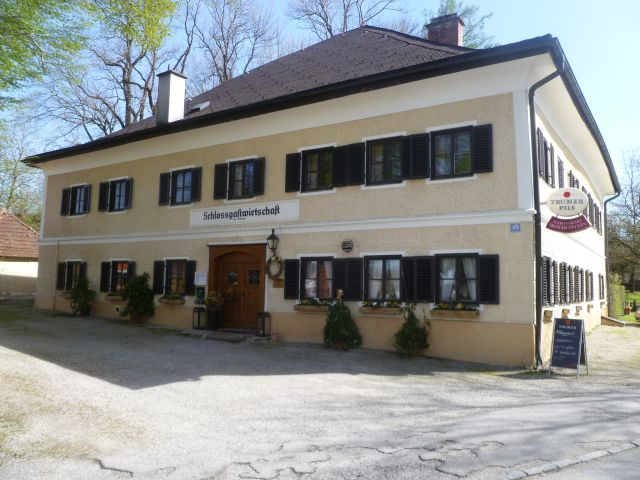
Schlossgastwirt